# Маячка (Полтавський район)
Мая́чка — село в Україні, у Полтавському районі Полтавської області. Населення становить 765 осіб. Колишній центр Маячківської сільської ради, нині входить до складу Нехворощанської об'єднаної територіальної громади.

## Історія
Село Маячка засноване у 1673 році вихідцями з Правобережної України. Наступного, 1674 року гетьманом Іваном Самойловичем тут була створена Маячківська сотня, що входила до складу Полтавського полку.

## Географія
Село Маячка знаходиться на правому березі річки Оріль в місці впадання в неї річки Маячка, вище за течією річки Маячка примикає село Лівенське, нижче за течією річки Оріль на відстані 1 км розташоване село Канави. Річки в цьому місці звивисті, утворюють лимани, стариці та заболочені озера.

## Населення

### Мова
Розподіл населення за рідною мовою за даними перепису 2001 року:
| Мова       | Кількість | Відсоток |
| ---------- | --------- | -------- |
| українська | 742       | 96.99%   |
| російська  | 18        | 2.35%    |
| білоруська | 5         | 0.66%    |
| Усього     | 765       | 100%     |

## Економіка
- «Укрсельхозпром», ТОВ.

## Об'єкти соціальної сфери
- Школа І-ІІІ ст. ім. Академіків Левицьких.
- Свято миколаївська церква

## Відомі люди
- Левицький Орест Іванович — історик, етнограф, письменник. Академік ВУАН.
- Левицький Григорій Кирилович — художник, графік XVIII ст.
- Опацький Роман Миколайович - доктор юридичних наук, професор, Доцент кафедри адміністративного права і процесу та Дніпровського державного університету внутрішніх справ, 2018 рік по т.ч.